# 朝比奈あずさ
朝比奈 あずさ（あさひな あずさ、2003年10月20日- ）は、日本の女子バスケットボール選手である。筑波大学在学中。ポジションはパワーフォワード・センター。

## 人物
大阪府で生まれ、幼稚園に入園する年に神奈川県横浜市へ移住し、小学2年でバスケットボールを始めた。
中学時代(横浜市立洋光台第二中)は県大会3位が最高で全国出場は果たせなかったが、桜花学園高校で3年次に主将を務めウィンターカップ3連覇に導いた。
高校卒業後は筑波大学に進学。
2022年5月、FIBA女子ワールドカップ日本代表候補に選出される。
6月の三井不動産カップ2022・トルコ戦で代表初出場。
2023年7月から8月のワールドユニバーシティゲームズ日本代表にも選出され、銀メダルを獲得
9月のアジア競技大会女子日本代表に選ばれ、グループラウンドホンコン・チャイナ戦でチームトップ17得点を記録。女子日本代表は決勝で中国に敗れ銀メダルに終わった。

## 日本代表歴
- 2021ワールドユニバーシティゲームズ 銀メダル
- 2022アジア大会 銀メダル
- 2023アジアカップ 銀メダル